# Caraguatatuba (tiểu vùng)
Caraguatatuba là một tiểu vùng thuộc bang São Paulo, Brasil. Tiều vùng này có diện tích 1948 km², dân số năm 2007 là 223914 người.